# Coryphantha octacantha
Coryphantha octacantha, conocida comúnmente como biznaga partida de ocho espinas, es una especie de planta suculenta perteneciente al género Coryphantha, dentro de la familia Cactaceae. Es endémica del este de México (concretamente de los estados mexicanos de Aguascalientes, Guanajuato, Hidalgo, Querétaro, San Luis Potosí y Tamaulipas).

## Descripción
Coryphantha octacantha es una especie de cactus que aunque puede crecer de forma solitaria, normalmente se ramifica desde la base y forma grupos. Los tallos van de oblongos a cilíndricos cortos y tienen la epidermis de color verde oscuro a verde oliva. Alcanzan alturas de hasta 30 cm y diámetros de 10 a 15 cm. Inicialmente crecen de forma erecta pero con el tiempo se vuelven postrados.

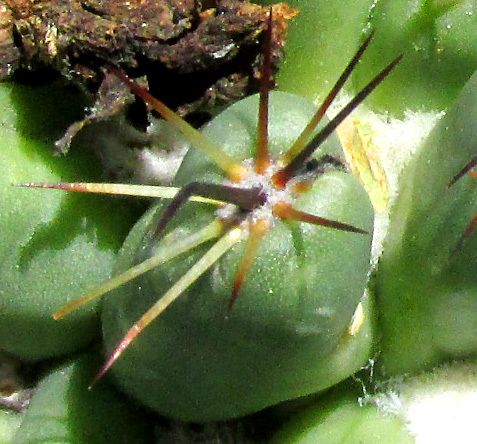
Detalle del tubérculo con las espinas

Los tallos están cubiertos de tubérculos cónicos, erectos, alargados y están dispuestos de forma laxa. Son surcados (aunque no todos los tubérculos), miden de 2,5 a 3 cm de largo y tienen la base algo ancha y cuadrada, de unos 1,5 cm de ancho. Sus axilas presentan lana blanca y tienen 1 o 2 glándulas de néctar de color rojo en la base de los surcos, las cuales exudan una solución azucarada.
En la punta de los tubérculos se asientan areolas blancas y vellosas. Tienen de 1 a 2 espinas centrales algo curvadas, erectas y de color marrón. Son ligeramente más largas y robustas que las radiales y miden de 2 a 2,5 cm de largo. También tienen de 7 a 8 espinas radiales en forma de punzón y pueden ser amarillentas con las puntas oscuras o de color cuerno con las puntas negras. Son delgadas, rígidas, rectas, de 1 a 1,5 cm de largo y tienden a quedar planas contra el tallo.

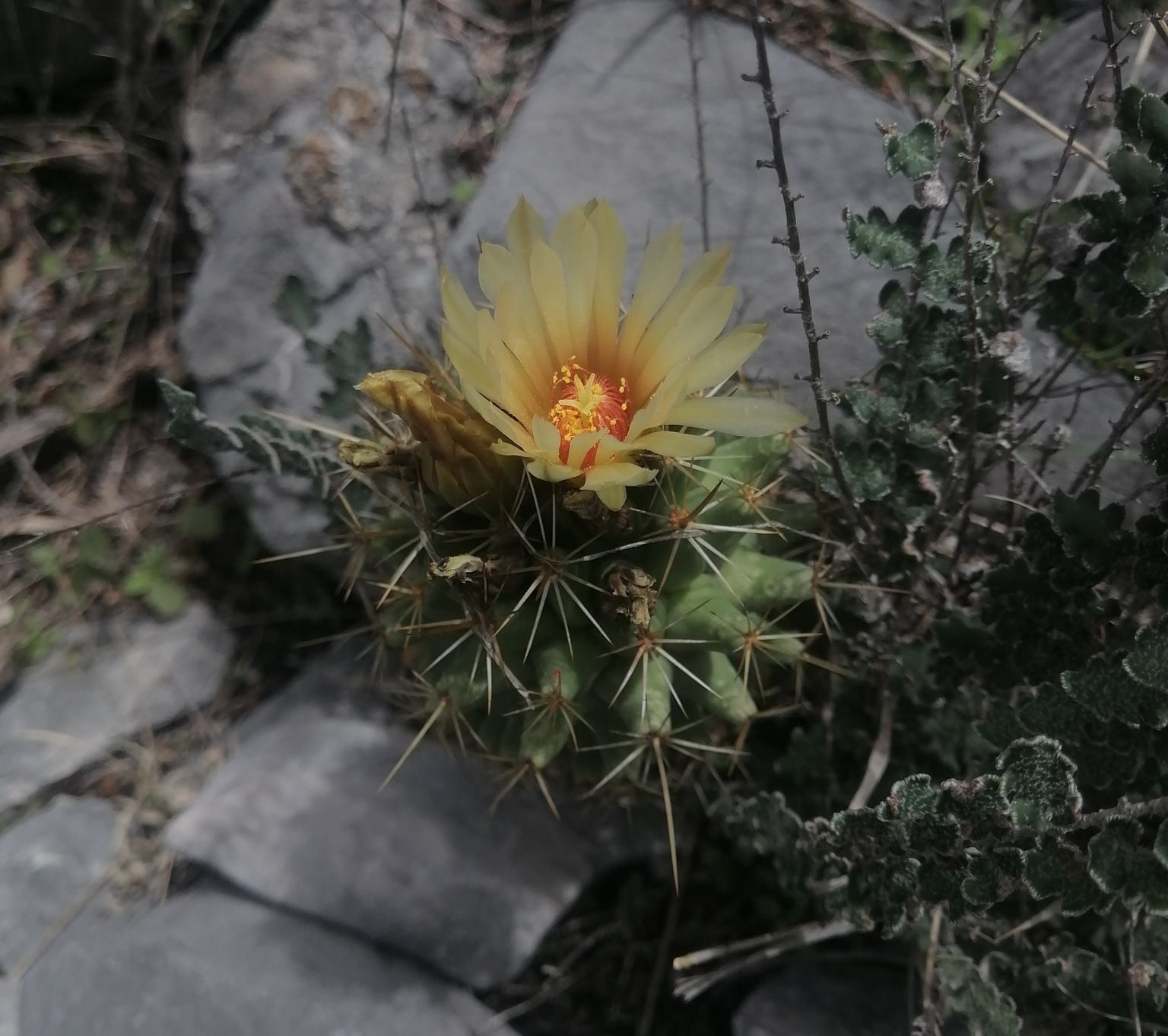
Detalle de la flor

Las flores son muy grandes, de 4 a 6 cm de diámetro (a veces 9 cm) y 3 cm de largo. Son de color amarillo limón a pajizo, con los segmentos externos teñidos de rojo. 

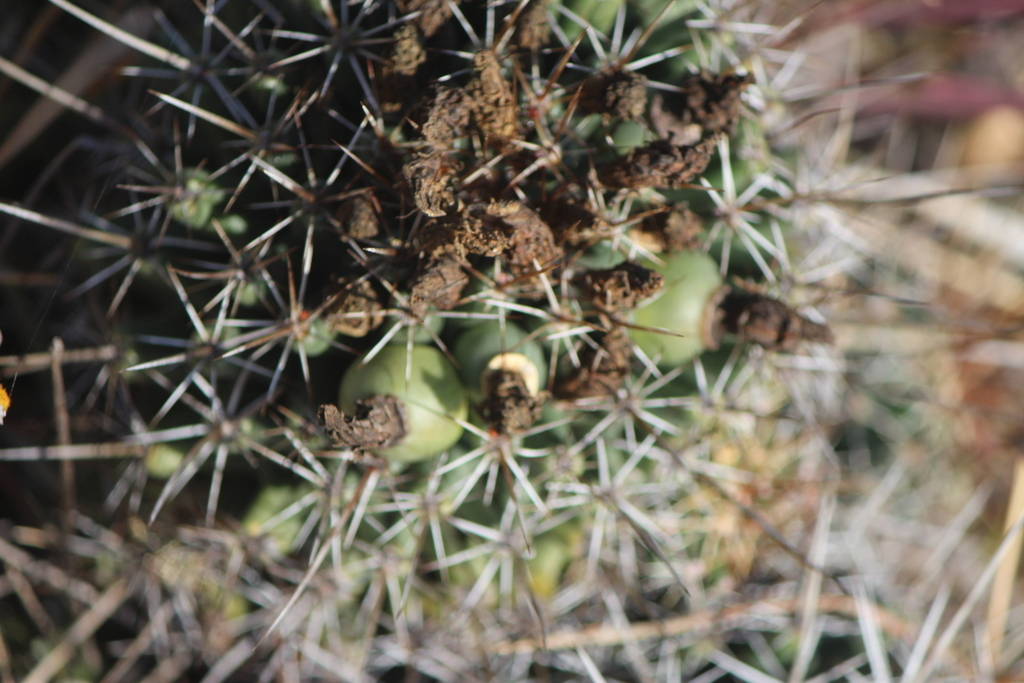
Detalle del fruto

Los frutos son alargados, miden hasta 2,5 cm de largo y 1 cm de ancho. Son jugosos, de color verde opaco y presentan restos florales adheridos. Las semillas son reniformes y de color pardo. Miden 1,8 mm de largo y tienen la testa reticulada.

## Distribución y hábitat
El área de distribución nativa de esta especie es el este de México (concretamente de los estados mexicanos de Aguascalientes, Guanajuato, Hidalgo, Querétaro, San Luis Potosí y Tamaulipas) y crece principalmente en biomas desérticos o de matorral seco.
Habita en pastizales secos sobre grava caliza o suelos aluviales, al pie de colinas y crestas.

## Taxonomía
La primera descripción de esta especie fue como Mammillaria octacantha, publicada en 1828 por el botánico suizo Augustin-Pyrame de Candolle en la revista científica Mémoires du Muséum d'Histoire Naturelle 17: 113.
Posteriormente, los botánicos estadounidenses Nathaniel Lord Britton y Joseph Nelson Rose colocaron la especie en el género Coryphantha, pasando a llamarse Coryphantha octacantha y anotando estos cambios en el libro The Cactaceae; descriptions and illustrations of plants of the cactus family 4: 30 en el año 1923.
Etimología
- Coryphantha: nombre genérico que deriva del griego coryphe (que significa 'cima' o 'cabeza'), y anthos (que significa 'flor'), haciendo referencia a que las flores aparecen en el ápice de los tallos.
- octacantha: epíteto específico que deriva de las palabras griegas octo (que significa 'ocho') y akanthos (que significa 'columna' o 'espina'), haciendo referencia al número de espinas radiales de la especie.[8]

Sinonimia
- Cactus aulacothele (Lem.) Kuntze, 1891
- Cactus biglandulosus (Pfeiff.) Kuntze, 1891
- Cactus clavus (Pfeiff.) Kuntze, 1891
- Cactus exsudans (Zucc. ex Pfeiff.) Kuntze, 1891
- Cactus macrothele Kuntze, 1891
- Cactus martianus (Pfeiff.) Kuntze, 1891
- Cactus octacanthus (DC.) Kuntze, 1891
- Cactus plaschnickii (Pfeiff.) Kuntze, 1891
- Cactus polymorphus (Scheer ex Muehlenpf.) Kuntze, 1891
- Cactus schlechtendalii (C.Ehrenb.) Kuntze, 1891
- Coryphantha aulacothele (Lem.) Lem., 1868
- Coryphantha clava (Pfeiff.) Lem., 1868
- Coryphantha clava var. schlechtendalii (C.Ehrenb.) Heinrich ex Backeb., 1961
- Coryphantha exsudans (Zucc. ex Pfeiff.) Lem. ex C.F.Först., 1885
- Coryphantha lehmannii Lem., 1868
- Coryphantha macrothele (Mart. ex Pfeiff.) Kümmler, 1998
- Coryphantha schlechtendalii (C.Ehrenb.) Lem., 1868
- Echinocactus clava (Pfeiff.) Poselg., 1853
- Echinocactus macrothele (Mart. ex Pfeiff.) Poselg., 1853
- Echinocactus macrothele var. biglandulosus (Pfeiff.) Poselg., 1853
- Echinocactus macrothele var. lehmannii Poselg., 1853
- Echinocactus plaschnickii (Pfeiff.) Poselg., 1853
- Echinocactus schlechtendalii (Ehrenb.) Poselg., 1853
- Glandulifera clava (Pfeiff.) Frič, 1924
- Mammillaria aulacothele Lem., 1838
- Mammillaria aulacothele var. flavispina Salm-Dyck, 1845
- Mammillaria aulacothele var. multispina Scheidw., 1839
- Mammillaria aulacothele var. spinosior Monv. ex Lem., 1839
- Mammillaria aulacothele var. sulcimamma Pfeiff., 1838
- Mammillaria biglandulosa Pfeiff., 1838
- Mammillaria brevimamma var. exsudans (Zucc. ex Pfeiff.) Salm-Dyck, 1850
- Mammillaria clava Pfeiff., 1840
- Mammillaria curvata Pfeiff., 1837
- Mammillaria exsudans Zucc. ex Pfeiff., 1837
- Mammillaria leucacantha DC., 1828
- Mammillaria macrothele Pfeiff., 1838
- Mammillaria macrothele Mart. ex Pfeiff., 1837
- Mammillaria macrothele var. biglandulosa (Pfeiff.) Salm-Dyck, 1850
- Mammillaria martiana Pfeiff., 1838
- Mammillaria octacantha DC., 1828
- Mammillaria plaschnickii Pfeiff., 1837
- Mammillaria plaschnickii var. straminea Salm-Dyck, 1850
- Mammillaria polymorpha Scheer ex Muehlenpf., 1846
- Mammillaria schlechtendalii C.Ehrenb., 1840
- Mammillaria schlechtendalii var. laevior Salm-Dyck, 1850
- Mammillaria sulcimamma (Pfeiff.) Salm-Dyck, 1850
- Mammillaria thelocamptos Lehm., 1838

## Estado de conservación

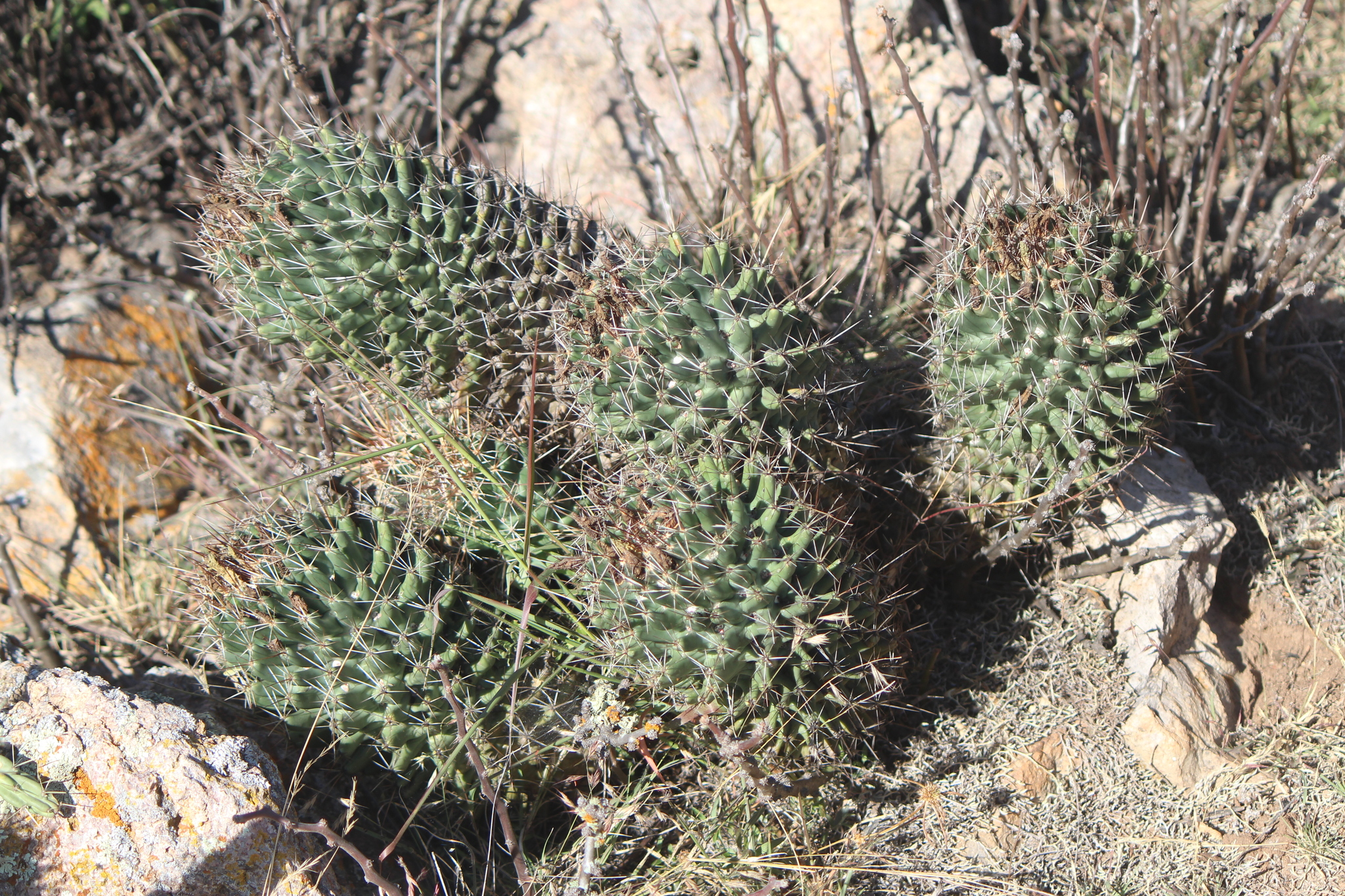
Planta creciendo en grupo

En la Lista Roja de Especies Amenazadas de la UICN, la especie está clasificada como de “Preocupación Menor (LC)”.
Entre las principales amenazas que sufre la especie, está la cierta recolección ilegal y la creciente frecuencia de incendios para renovar las zonas de pastoreo del ganado.

## Usos
Se cultiva principalmente como planta ornamental y su propagación se realiza a través de semillas u ocasionalmente injertos. Resiste bastante bien el frío (hasta aproximadamente -10 °C), necesita buen drenaje y crece tanto a pleno sol como a semisombra.